# Andrena hurdi
Andrena hurdi là một loài Hymenoptera trong họ Andrenidae. Loài này được Lanham mô tả khoa học năm 1949.